# Filosea
Filosea (амебе са филоподијама) је класа протиста у неким класификационим системима. Обухвата све амебоидне протисте са кончастим филоподијама (псеудоподије са бичоликим завршецима). Амебе са филоподијама насељавају слатководне екосистеме и земљиште. Неки од представника (издвојени у ред Testaceafilosida код неких аутора) на површини ћелије поседују љуптуру (testa) изграђену од силицијумових једињења.

## Класификација
Класа Filosea се најчешће дели на два или три реда, са додатом посебном категоријом за представнике којима није могуће одредити систематску припадност (incertae sedis). У појединим системима класификације синоним за ову класу је Filosa.
| класа                           | класа   | подтип Filosa                           |
| ------------------------------- | ------- | --------------------------------- |
| ред (без тесте) ред (са тестом) | ред ред | суперкласа класа суперкласа класа |

## Филогенија групе
Амебе са филоподијама нису монофилетска група, те се у оригиналном облику класа Filosea избегава у савременим системима класификације. Представници ове групе сада се сматрају припадницима различитих еволуционих грана:
- ред  је изједначен са редом Nucleariida (из групе Mesomycetozoa)
- ред  припада класи
- из реда  има недефинисано место у оквиру царства
- фамилија Pseudodifflugiidae из реда  има недефинисано место у оквиру типа